# Mohamed Tawfik
Mohamed Tawfik – egipski piłkarz grający na pozycji obrońcy. W swojej karierze grał w reprezentacji Egiptu.

## Kariera klubowa
W swojej karierze piłkarskiej Tawfik grał w klubie Zamalek SC.

## Kariera reprezentacyjna
W 1974 roku Tawfik został powołany do reprezentacji Egiptu na Puchar Narodów Afryki 1974. Na tym turnieju rozegrał dwa mecze: grupowy z Wybrzeżem Kości Słoniowej (2:0) i półfinałowy z Zairem (2:3). Z Egiptem zajął w 3. miejsce w tym turnieju.